# Fosta biserică evanghelică din Petrești
Fosta biserică evanghelică din Petrești este un ansamblu de monumente istorice aflat pe teritoriul localității Petrești din municipiul Sebeș. În Repertoriul Arheologic Național, monumentul apare cu codul 1909.04.
Ansamblul este format din următoarele monumente:
- Incintă fortificată (cod LMI AB-II-m-A-00259.01)
- Turn-clopotniță (cod LMI AB-II-m-A-00259.02)
- Cimitirul evanghelic (cod LMI AB-IV-m-A-00259.03)

Biserica ce a fost construită în jurul anilor 1260-1280 a ars în mai multe rânduri de-a lungul istoriei sale, iar în 1805 a fost dezafectată și dărâmată, materialele fiind folosite la construcția noii biserici. Turnul fostei biserici și zidul fostei cetăți sunt unele din cele mai importante atracții turistice ale localității. Ruinele turnului-clopotnița se află astăzi în mijlocul cimitirului evanghelic, fosta curte a cetății medievale de stil romanic.